# Långsjöarna (Hälsingtuna socken, Hälsingland, södra)
Långsjöarna (södra) är en sjö i Hudiksvalls kommun i Hälsingland och ingår i Harmångersån-Delångersåns kustområde.